# 劫机 (电影)
是一部2024年上映的韩国悬疑灾难片，由《1987：黎明到來的那一天》《白頭山：半島浩劫》《阿修罗》等多部电影的副导演金圣翰执导，《1987：黎明到來的那一天》的编剧金景灿负责创作剧本，河正宇、呂珍九、成東鎰、蔡秀彬主演。

## 剧情概要
影片根据1971年1月23日发生的大韩航空F-27劫机未遂事件改编，以全世界客機劫持事件橫行的20世纪70年代為背景，讲述1971年一架客机在韩国上空被劫持，机组人员与乘客们在极端状况下展开殊死搏斗的故事。

## 演员阵容
- 河正宇 饰演 全泰仁（原型：全明世）[8][10]

被劫持客机的驾驶员，曾是一名空军战斗机飞行员，拥有出色的飞行实力和责任感。在飞行途中客机遭遇劫持的危险情况下，也能冷静寻找解决方案。
- 呂珍九 饰演 金庸旲（原型：金相泰）[8]

劫機乘客。
- 成東鎰 饰演 金奎植（原型：李康炘）[8]

被劫持客机的机长，在危机状况下保持平常心，为客机安全着陆孤军奋战。
- 蔡秀彬 饰演 李玉顺（原型：崔錫子）[8]

被劫持客机的乘务员。
- 文柔強 饰演 昌培（原型：崔天一）[11]

常驻机内的航空保安官。
- 郑艺珍 饰演 李秀熙[12]

英语教师。
- 金哲允 饰演 南日[13]

说着江原道方言的淳朴青年，前往蜜月旅行的客机乘客。
- 金昭娟 饰演 韩明淑[14]

客机乘客。
- 金善映 饰演 英淑（特别出演）[11][15]

她的丈夫乘坐的客机两年前被劫持到朝鲜。
- 林世美 饰演 文英（特别出演）（原型：張文起）[11][15]

泰仁的妻子。
- 金東旭 饰演 崔東哲（特别出演）[15][16]

泰仁在空军服役时的飞行员后辈。
- 崔光一 饰演 徐民洙（特别出演）（原型：柳炳夏）[15][16]

两年前被劫持到朝鮮的客機副机长。
- 金钟洙 饰演 張英焕（特别出演）[15][16]

空軍飛行團長。

## 制作

### 选角
2022年8月，媒体报道河正宇、成東鎰、蔡秀彬有望合作劫机题材新片《劫机》，河正宇、成东镒在片中饰演民航飞行员，蔡秀彬饰演乘务员。10月，媒体报道呂珍九加盟该片。2024年2月，片方释出首组剧照并正式宣布河正宇、吕珍九、成东镒与蔡秀彬参演。

### 拍摄
该片主体拍摄于2022年11月中旬开始进行，总共进行58场拍摄，其中38场在韩国大田完成，2023年3月杀青。

### 损益平衡点
据媒体报道，该片损益平衡点约为300万观影人次。

## 发行
2024年5月10日发布首款海报并宣布定于该年6月21日在韩国上映。该片破例选择在周五上映，而非韩国惯例的周三，业界人士猜测此举除了片方对影片充满信心之外，也是为了获得更多的观众人数和上座率，以此来提高影片上映初期的口碑，从而对整体票房产生积极的影响。台湾与韩国同步于6月21日上映，此后7月将在美国、加拿大和越南上映，8月在马来西亚、香港、印度尼西亚、新加坡上映，10月在泰国上映，均由索尼影业负责发行。同年7月29日起在韩国提供IPTV、VOD和网络播映等服务。

## 反响

### 评价
上映首日获得CGV院线购票观众满意度95%。

### 票房
在韩国上映首日以9万9千多观影人次位列单日票房榜第二，首周末（6月21日至6月23日）以48万多名观影人次位居周末票房榜第二，冠军被美国动画片《头脑特工队2》夺得。上映第10日累计观影人次突破100万名；截至7月29日提供IPTV等家庭点播服务时，累计观影人次达176万。